# Pyjamarama
Pyjamarama è un videogioco uscito nel 1984 per lo ZX Spectrum, l'Amstrad CPC e il Commodore 64, pubblicato dalla Mikro-Gen.
È il secondo titolo della serie di Wally, con protagonista Wally Week.
Pyjamarama prende il nome dal secondo singolo della band Roxy Music.

## Trama
Il gioco è ambientato nel sogno di Wally che, andato a dormire, si deve svegliare presto la mattina per andare a lavorare.
Sfortunatamente la sua sveglia non è stata caricata e così Wally rischia di svegliarsi troppo tardi e perdere il posto di lavoro.
Mentre il vero Wally dorme, il giocatore controlla un suo alter ego in miniatura che si aggira in pigiama per la casa, trasformata in un labirinto di stanze infestato di creature e oggetti animati, alla ricerca della chiave che gli permetterà di caricare la sveglia e svegliare in tempo il vero Wally.

## Modalità di gioco
Pyjamarama è un'avventura dinamica che si svolge in una serie di stanze tra di loro interconnesse tramite porte, scale e altri passaggi. Le schermate sono fisse e la visuale è bidimensionale di profilo.
Ogni stanza include delle piattaforme, oggetti da prendere per vari scopi e pericoli da evitare. Wally può solo portare due oggetti contemporaneamente, così ogni volta che prende un oggetto deve lasciare uno degli oggetti già in suo possesso. Il contatto con un oggetto pericoloso e lo scorrere del tempo gli fanno perdere energia, rappresentata da un bicchiere di latte, e finita l'energia perderà una delle tre vite. Quando tutte le tre vite saranno perse Wally ritornerà a dormire e il gioco sarà perso.
Pyjamarama può essere giocato con il joystick oppure con la tastiera. Solo tre controlli sono necessari: camminare a destra, a sinistra e saltare.
Ci sono due differenti versioni del videogioco nelle quali l'unica differenza è la melodia suonata:  Popcorn in una versione, una melodia originale nell'altra.

## Seguiti
Altre tre avventure dinamiche della serie Wally Week sono state pubblicate successivamente: Everyone's a Wally, Herbert's Dummy Run e Three Weeks in Paradise. In questi titoli compare anche la famiglia di Wally.
Un remake di Pyjamarama è stato pubblicato per Windows, Mac OS X e BeOS nel 2005.

## Accoglienza
La versione per ZX Spectrum di Pyjamarama ha ricevuto il premio di gioco del mese nel novembre 1984 dalla rivista Personal Computer Games.
Nel 2014 Keith Stuart di The Guardian considerò Pyjamarama come uno dei trenta migliori videogiochi dimenticati nel corso del tempo.